# Ronald Arévalo
Ronald Arévalo (North Bergen, Estados Unidos; 18 de mayo de 2003), referido como Ronny Arévalo, es un futbolista salvadoreño nacido en los Estados Unidos. Juega de delantero y su equipo actual es el New York City FC II de la MLS Next Pro. Es internacional absoluto por la selección de El Salvador desde 2021.

## Trayectoria
Arévalo comenzó su carrera en el Cedar Stars Rush de la USL League Two en 2021. En 2022 fichó con el New York City FC II de la MLS Next Pro luego de un paso por el fútbol danés y finés.

## Selección nacional
Debutó por la selección de El Salvador el 24 de septiembre de 2021 ante Guatemala por un amistoso.

## Estadísticas
Actualizado al último partido disputado el 20 de octubre de 2024.
| Club                                  | Div.          | Temporada     | Liga  | Liga  | Copas nacionales | Copas nacionales | Copas internacionales | Copas internacionales | Total | Total |
| Club                                  | Div.          | Temporada     | Part. | Goles | Part.            | Goles            | Part.                 | Goles                 | Part. | Goles |
| ------------------------------------- | ------------- | ------------- | ----- | ----- | ---------------- | ---------------- | --------------------- | --------------------- | ----- | ----- |
| Cedar Stars Rush Estados Unidos       | 4.ª           | 2021          | 7     | 1     | —                | —                | —                     | —                     | 7     | 1     |
| Cedar Stars Rush Estados Unidos       | Total club    | Total club    | 7     | 1     | 0                | 0                | 0                     | 0                     | 7     | 1     |
| HB Køge Dinamarca                     | 2.ª           | 2021          | 1     | 0     | 1                | 0                | —                     | —                     | 2     | 0     |
| HB Køge Dinamarca                     | Total club    | Total club    | 1     | 0     | 1                | 0                | 0                     | 0                     | 2     | 0     |
| Oulun Työväen Palloilijat · Finlandia | 3.ª           | 2022          | 2     | 0     | —                | —                | —                     | —                     | 2     | 0     |
| Oulun Työväen Palloilijat · Finlandia | Total club    | Total club    | 2     | 0     | 0                | 0                | 0                     | 0                     | 2     | 0     |
| New York City FC II Estados Unidos    | 3.ª           | 2022          | 4     | 0     | —                | —                | —                     | —                     | 4     | 0     |
| New York City FC II Estados Unidos    | 3.ª           | 2023          | 24    | 6     | —                | —                | —                     | —                     | 24    | 6     |
| New York City FC II Estados Unidos    | 3.ª           | 2024          | 25    | 6     | 2                | 0                | —                     | —                     | 27    | 6     |
| New York City FC II Estados Unidos    | Total club    | Total club    | 53    | 12    | 2                | 0                | 0                     | 0                     | 55    | 12    |
| Total carrera                         | Total carrera | Total carrera | 63    | 13    | 3                | 0                | 0                     | 0                     | 66    | 13    |

Inferiores
| Club                 | País           | Año         | Partidos | Goles |
| -------------------- | -------------- | ----------- | -------- | ----- |
| CSA Bergen Sub-18/19 | Estados Unidos | 2018 - 2021 | 11       | 4     |
| Total:               | Total:         | Total:      | 11       | 4     |

### Selección nacional
| Selección                                       | Año                 | Partidos | Goles |
| ----------------------------------------------- | ------------------- | -------- | ----- |
| El Salvador Sub-20                              |                     |          |       |
| 2022                                            | 4                   | 1        |       |
| Total en su carrera                             | Total en su carrera | 4        | 1     |
| El Salvador                                     |                     |          |       |
| 2021                                            | 1                   | 0        |       |
| Total en su carrera                             | Total en su carrera | 1        | 0     |
| Estadísticas hasta el 25 de septiembre de 2021. |                     |          |       |